# Репинце
Репинце је насеље у Србији у општини Владичин Хан у Пчињском округу. Према попису из 2022. било је 797 становника (према попису из 2011. било је 892 становника).

## Демографија
У насељу Репинце живи 738 пунолетних становника, а просечна старост становништва износи 36,3 година (35,3 код мушкараца и 37,4 код жена). У насељу има 292 домаћинства, а просечан број чланова по домаћинству је 3,33.
Ово насеље је великим делом насељено Србима (према попису из 2002. године), а у последња три пописа, примећен је пораст у броју становника.
|  |

| Демографија | Демографија | Демографија |
| Година      | Становника  | Становника  |
| ----------- | ----------- | ----------- |
| 1948.       | 279         |             |
| 1953.       | 276         |             |
| 1961.       | 281         |             |
| 1971.       | 412         |             |
| 1981.       | 625         |             |
| 1991.       | 790         | 790         |
| 2002.       | 972         | 985         |
| 2011.       | 892         |             |
| 2022.       | 797         |             |

| Етнички састав према попису из 2002.‍ | Етнички састав према попису из 2002.‍ | Етнички састав према попису из 2002.‍ | Етнички састав према попису из 2002.‍ | Етнички састав према попису из 2002.‍ |
| ------------------------------------ | ------------------------------------ | ------------------------------------ | ------------------------------------ | ------------------------------------ |
|                                      |                                      |                                      |                                      |                                      |
| Срби                                 | Срби                                 |                                      | 956                                  | 98,35%                               |
| Роми                                 | Роми                                 |                                      | 4                                    | 0,41%                                |
| Македонци                            | Македонци                            |                                      | 1                                    | 0,10%                                |
| Југословени                          | Југословени                          |                                      | 1                                    | 0,10%                                |
| непознато                            | непознато                            |                                      | 0                                    | 0,0%                                 |

| Година пописа     | 1948. | 1953. | 1961. | 1971. | 1981. | 1991. | 2002. |
| ----------------- | ----- | ----- | ----- | ----- | ----- | ----- | ----- |
| Број домаћинстава | 46    | 50    | 59    | 103   | 168   | 216   | 292   |

| Број чланова      | 1  | 2  | 3  | 4   | 5  | 6  | 7 | 8 | 9 | 10 и више | Просек |
| ----------------- | -- | -- | -- | --- | -- | -- | - | - | - | --------- | ------ |
| Број домаћинстава | 38 | 55 | 44 | 108 | 28 | 13 | 6 | 0 | 0 | 0         | 3,33   |

| Пол    | Укупно | Неожењен/Неудата | Ожењен/Удата | Удовац/Удовица | Разведен/Разведена | Непознато |
| ------ | ------ | ---------------- | ------------ | -------------- | ------------------ | --------- |
| Мушки  | 402    | 126              | 253          | 19             | 4                  | 0         |
| Женски | 386    | 76               | 258          | 45             | 7                  | 0         |
| УКУПНО | 788    | 202              | 511          | 64             | 11                 | 0         |

| Пол    | Укупно                    | Пољопривреда, лов и шумарство | Рибарство                            | Вађење руде и камена | Прерађивачка индустрија       |
| ------ | ------------------------- | ----------------------------- | ------------------------------------ | -------------------- | ----------------------------- |
| Мушки  | 221                       | 15                            | 0                                    | 0                    | 124                           |
| Женски | 122                       | 10                            | 0                                    | 0                    | 66                            |
| УКУПНО | 343                       | 25                            | 0                                    | 0                    | 190                           |
| Пол    | Производња и снабдевање   | Грађевинарство                | Трговина                             | Хотели и ресторани   | Саобраћај, складиштење и везе |
| Мушки  | 8                         | 14                            | 10                                   | 4                    | 19                            |
| Женски | 4                         | 3                             | 13                                   | 3                    | 2                             |
| УКУПНО | 12                        | 17                            | 23                                   | 7                    | 21                            |
| Пол    | Финансијско посредовање   | Некретнине                    | Државна управа и одбрана             | Образовање           | Здравствени и социјални рад   |
| Мушки  | 1                         | 1                             | 11                                   | 5                    | 1                             |
| Женски | 0                         | 1                             | 3                                    | 6                    | 8                             |
| УКУПНО | 1                         | 2                             | 14                                   | 11                   | 9                             |
| Пол    | Остале услужне активности | Приватна домаћинства          | Екстериторијалне организације и тела | Непознато            | Непознато                     |
| Мушки  | 1                         | 0                             | 0                                    | 7                    | 7                             |
| Женски | 0                         | 0                             | 0                                    | 3                    | 3                             |
| УКУПНО | 1                         | 0                             | 0                                    | 10                   | 10                            |